# Los gatos no bailan
Los gatos no bailan (en inglés Cats Don't Dance) es una película de animación estadounidense de 1997. Se ambienta en un mundo donde los seres humanos viven lado a lado con animales antropomórficos y narra la historia de un gato llamado Danny que quiere entrar en el mundo del espectáculo en Hollywood.

## Argumento
De la miseria al éxito, esta es la historia de Danny, un gato lleno de talento cuyo sueño en la vida es llegar a ser una estrella del espectáculo, y que ve cómo su meta se aleja al descubrir que solo los humanos consiguen buenos papeles en Hollywood. En la gran pantalla, los animales ladran, maúllan o mugen, pero los gatos no bailan. Con la ayuda de sus nuevos amigos, la hilarante hipopótamo Tillie, la encantadora pero suspicaz gatita Sawyer y el adorable pingüino Pudge, Danny jura romper todas las barreras animales y prueba que los sueños pueden hacerse realidad.

## Reparto
| Personaje                | Voz original                                                              | Voz de doblaje - México                                    | Voz de doblaje - España |
| ------------------------ | ------------------------------------------------------------------------- | ---------------------------------------------------------- | ----------------------- |
| Danny                    | Scott Bakula                                                              | Raúl Carballeda                                            | Óscar Barberán          |
| Sawyer                   | Jasmine Guy (diálogos en inglés) Natalie Cole (canciones en inglés)       | Claudia Pizá                                               | Ana Pallejá             |
| Darla Dimple             | Ashley Peldon (diálogos en inglés) Lindsay Ridgeway (canciones en inglés) | Cristina Hernández (diálogos) Rommy Mendoza (canciones)    | Geni Rey                |
| Peabo "Pudge" Pudgemeyer | Matthew Herried                                                           | Yamil Atala                                                | Roser Vilches           |
| Woolie Mamút             | John Rhys-Davies                                                          | Arturo Casanova                                            | Pepe Mediavilla         |
| Tillie Hippo             | Kathy Najimy                                                              | Olga Hnidey                                                | Rosa Pasto              |
| T.W.                     | Don Knotts (diálogos en inglés) Rick Logan (canciones en inglés)          | Ernesto Lezama (diálogos) Óscar Bonfiglio (canciones)      | Francisco Garriga       |
| Cranston                 | Hal Holbrook                                                              | Ricardo Lezama (diálogos) Esteban Siller Garza (canciones) | Jose Javier Serrano     |
| Frances Albacore         | Betty Lou Gerson                                                          | Joanna Brito                                               | Roser Cavalle           |
| Flanagan                 | Rene Auberjonois                                                          | Herman López                                               | Rafael Calvo            |
| L.B. Mamút               | George Kennedy                                                            | Armando Réndiz                                             | Manuel Lazaro           |
| Max                      | Mark Dindal                                                               | Victor Hugo Aguilar                                        | Miguel Ángel Jenner     |
| Farley Wink              | Frank Welker                                                              | Ricardo Hill                                               | Pep Anton Munoz         |
| Conductor del autobús:   | David Johansen                                                            | Javier Rivero                                              | ¿?                      |
| Narrador                 | Peter Renaday                                                             | Jorge Roig Jr.                                             | Joaquin Munoz           |

## Banda sonora
1. "Our Time Has Come" - James Ingram & Carnie Wilson
2. "Danny's Arrival Song" - Danny
3. "Little Boat on the Sea" - Darla, Danny
4. "Animal Jam" - Danny, Animals
5. "Big and Loud (Part 1)" - Darla
6. "Big and Loud (Part 2)" - Darla
7. "Tell Me Lies" - Sawyer
8. "Nothing's Gonna Stop Us Now" - Danny, Sawyer, Tillie, T.W., Cranston, Francés
9. "I Do Believe" (end credits) - Will Downing